# Robert Raguž
Robert Raguž (* 14. September 1990 in Sarajevo, SR Bosnien und Herzegowina, SFR Jugoslawien) ist ein ehemaliger kroatischer Tennisspieler.

## Karriere
Raguž spielte zwischen 2003 und 2007 nicht sonderlich viele Matches auf der ITF Junior Tour. In der Junioren-Rangliste erreichte er Platz 282.
Bei den Profis spielte Raguž nur wenige Turniere und ohne viel Erfolg. Im Einzel gelangen ihm nur selten Siege und nie zwei in Folge. Im Doppel zog er bei zwei Futures ins Halbfinale ein. In der Tennisweltrangliste war er deshalb nur außerhalb der Top 1000 platziert. Der einzige Einsatz bei einem Turnier der ATP Tour erfolgte im Juli 2008 beim Turnier in Umag. Dort trat er mit Mirza Bašić dank einer Wildcard im Doppelfeld an, wo sie zum Auftakt ausschieden. 2009 spielte er mit einer Ausnahme das letzte Mal regelmäßig Turniere.
2009 begann er ein Studium an der Texas A&M University, wo er auch im College Tennis aktiv war. Nach einem Bachelorabschluss ließ er an der American University in Bosnia and Herzegovina noch einen MBA in Finance folgen. Er arbeitete seitdem in verschiedenen Bereichen als Tennistrainer, etwa seit 2020 für die bosnisch-herzegowinische Davis-Cup-Mannschaft.